# 拟红毛菜属
拟红毛菜属（学名：Bangiopsis）为茎丝藻科的一个属。

## 下属物种
本属包括以下物种：
- Bangiopsis dumontioides (P.Crouan & H.Crouan) V.Krishnam.
- 简单拟红毛菜 Bangiopsis subsimplex (Mont.) F.Schmitz